# Eetione (mitologia)
Nella mitologia greca,  Eetione   (in greco antico: Ἠετίων) era il nome di  vari personaggi presenti nella guerra di Troia, scoppiata per colpa del rapimento di Elena, moglie di Menelao un re acheo, effettuato da Paride figlio di Priamo il re della Troia. Tale guerra scoppiata fra i due regni viene raccontata da Omero nell'Iliade.

## Il mito
Sotto tale nome ritroviamo:
- Eetione o Ezìone, padre di Andromaca e di Pode
- Eetione, di Imbro, colui che riscattò comprando a caro prezzo Licaone, il figlio di Priamo che Achille aveva catturato e venduto come schiavo.

### Interpretazione e realtà storica
La figura di Eetione di Imbro è misteriosa perché viene citata soltanto una volta da Omero e nessun altro mitografo si interessa di lui benché abbia svolto un ruolo importante nelle vicende di Licaone ed Achille.

### Fonti
- Omero, Iliade XVII versi 575-590, XXI 43

### Traduzione delle fonti
- Omero, Iliade, quinta edizione, Bergamo, BUR, 2005, ISBN 88-17-17273-1. Traduzione di Giovanni Cerri